# Liste der Bodendenkmäler in Schmidmühlen
Auf dieser Seite sind die Bodendenkmäler in dem Oberpfälzer Markt Schmidmühlen zusammengestellt. Diese Tabelle ist eine Teilliste der Liste der Bodendenkmäler in Bayern. Grundlage ist die Bayerische Denkmalliste, die auf Basis des Bayerischen Denkmalschutzgesetzes vom 1. Oktober 1973 erstmals erstellt wurde und seither durch das Bayerische Landesamt für Denkmalpflege geführt wird. Die folgenden Angaben ersetzen nicht die rechtsverbindliche Auskunft der Denkmalschutzbehörde.

## Bodendenkmäler in Schmidmühlen

### Gemarkung Emhof
| Lage                          | Objekt | Akten-Nr.     | Bild |
| ----------------------------- | --- | ------------- | ---- |
| Emhof Schmidmühlen (Standort) | Vorgeschichtlicher Bestattungsplatz mit Grabhügeln. | D-3-6737-0033 |      |
| Emhof Schmidmühlen (Standort) | Frühneuzeitlicher Bestattungsplatz. | D-3-6737-0034 |      |
| Emhof Schmidmühlen (Standort) | Archäologische Befunde des Mittelalters und der frühen Neuzeit im Bereich des Schlosses und der Katholischen Filialkirche St. Jakobus in Emhof, darunter die Spuren von Vorgängerbauten bzw. älteren Bauphasen. | D-3-6737-0035 |      |
| Emhof Schmidmühlen (Standort) | Siedlung der Hallstattzeit. | D-3-6737-0063 |      |
| Emhof Schmidmühlen (Standort) | Vorgeschichtliche Siedlung. | D-3-6737-0064 |      |
| Emhof Schmidmühlen (Standort) | Latènezeitliche Siedlung. | D-3-6737-0065 |      |
| Emhof Schmidmühlen (Standort) | Vorgeschichtliche Siedlung. | D-3-6737-0066 |      |
| Emhof Schmidmühlen (Standort) | Vorgeschichtliche Siedlung. | D-3-6737-0067 |      |

### Gemarkung Lanzenried
| Lage                                 | Objekt                                                                 | Akten-Nr.     | Bild |
| ------------------------------------ | ---------------------------------------------------------------------- | ------------- | ---- |
| Lanzenried Burglengenfeld (Standort) | Vorgeschichtlicher Bestattungsplatz mit Grabhügeln.                    | D-3-6737-0015 |      |
| Lanzenried Burglengenfeld (Standort) | Bestattungsplatz der Bronzezeit und der Frühlatènezeit mit Grabhügeln. | D-3-6737-0016 |      |

### Gemarkung Schmidmühlen
| Lage                    | Objekt | Akten-Nr.     | Bild           |
| ----------------------- | --- | ------------- | -------------- |
| Schmidmühlen (Standort) | Karolingerzeitliches Gräberfeld. | D-3-6737-0021 |                |
| Schmidmühlen (Standort) | Vorgeschichtlicher Bestattungsplatz mit mindestens einem Grabhügel. | D-3-6737-0022 |                |
| Schmidmühlen (Standort) | Vorgeschichtlicher Bestattungsplatz mit mindestens drei Grabhügeln. | D-3-6737-0023 |                |
| Schmidmühlen (Standort) | Vorgeschichtlicher Bestattungsplatz mit mindestens fünf Grabhügeln. | D-3-6737-0024 |                |
| Schmidmühlen (Standort) | Vorgeschichtliche Höhensiedlung mit Ringwall. | D-3-6737-0025 |                |
| Schmidmühlen (Standort) | Bestattungsplatz der Bronzezeit, der Hallstattzeit und der Frühlatènezeit. | D-3-6737-0026 |                |
| Schmidmühlen (Standort) | Vorgeschichtlicher Bestattungsplatz mit mindestens neun Grabhügeln. | D-3-6737-0027 |                |
| Schmidmühlen (Standort) | Vorgeschichtlicher Bestattungsplatz mit mindestens zwanzig Grabhügeln. | D-3-6737-0028 |                |
| Schmidmühlen (Standort) | Vorgeschichtlicher Bestattungsplatz mit mindestens vier Grabhügeln. | D-3-6737-0029 |                |
| Schmidmühlen (Standort) | Vorgeschichtlicher Bestattungsplatz mit mindestens fünf Grabhügeln. | D-3-6737-0030 |                |
| Schmidmühlen (Standort) | Vorgeschichtlicher Bestattungsplatz mit mindestens acht Grabhügeln. | D-3-6737-0031 |                |
| Schmidmühlen (Standort) | Vorgeschichtlicher Bestattungsplatz mit mindestens zwei Grabhügeln. | D-3-6737-0051 |                |
| Schmidmühlen (Standort) | Vorgeschichtlicher Bestattungsplatz mit mindestens drei Grabhügeln. | D-3-6737-0052 |                |
| Schmidmühlen (Standort) | Vorgeschichtlicher Bestattungsplatz mit mindestens zehn Grabhügeln. | D-3-6737-0053 |                |
| Schmidmühlen (Standort) | Vorgeschichtlicher Bestattungsplatz mit mindestens fünf Grabhügeln. | D-3-6737-0054 |                |
| Schmidmühlen (Standort) | Vorgeschichtlicher Bestattungsplatz mit mindestens fünf Grabhügeln. | D-3-6737-0055 |                |
| Schmidmühlen (Standort) | Archäologische Befunde und Funde im Bereich des Oberen Schlosses von Schmidmühlen, zuvor mittelalterliche Burg. | D-3-6737-0058 | weitere Bilder |
| Schmidmühlen (Standort) | Archäologische Befunde und Funde im Bereich des Unteren Schlosses von Schmidmühlen, darunter die Spuren von Vorgängerbauten des Hammerherrensitzes und des zugehörigen mittelalterlichen und frühneuzeitlichen Eisenhammers. | D-3-6737-0059 | weitere Bilder |
| Schmidmühlen (Standort) | Historischer Bestattungsplatz. | D-3-6737-0068 |                |
| Schmidmühlen (Standort) | Archäologische Befunde und Funde des Mittelalters und der frühen Neuzeit im Bereich der historischen Marktsiedlung Schmidmühlen.                                                                                             | D-3-6737-0185 |                |
| Schmidmühlen (Standort) | Archäologische Befunde des Mittelalters und der frühen Neuzeit im Bereich der Katholischen Pfarrkirche St. Ägidius in Schmidmühlen, darunter die Spuren von Vorgängerbauten bzw. älteren Bauphasen.                          | D-3-6737-0208 |                |
| Schmidmühlen (Standort) | Archäologische Befunde der frühen Neuzeit im Bereich der Katholischen Friedhofskirche St. Georg in Schmidmühlen, darunter die Spuren von Vorgängerbauten bzw. älteren Bauphasen.                                             | D-3-6737-0209 |                |
| Schmidmühlen (Standort) | Untertägige Befunde des abgebrochenen Oberen Tores in Schmidmühlen, Teil der spätmittelalterlichen und frühneuzeitlichen Marktbefestigung.                                                                                   | D-3-6737-0210 |                |
| Schmidmühlen (Standort) | Untertägige Befunde des abgebrochenen Obermühltores in Schmidmühlen, Teil der spätmittelalterlichen und frühneuzeitlichen Marktbefestigung.                                                                                  | D-3-6737-0211 |                |
| Schmidmühlen (Standort) | Untertägige Befunde des abgebrochenen Unteren Tores in Schmidmühlen, Teil der spätmittelalterlichen und frühneuzeitlichen Marktbefestigung.                                                                                  | D-3-6737-0212 |                |
| Schmidmühlen (Standort) | Untertägige Befunde des abgebrochenen Hammertors in Schmidmühlen, Teil der spätmittelalterlichen und frühneuzeitlichen Marktbefestigung.                                                                                     | D-3-6737-0213 |                |

### Gemarkung Winbuch
| Lage                            | Objekt | Akten-Nr.     | Bild |
| ------------------------------- | --- | ------------- | ---- |
| Winbuch Schmidmühlen (Standort) | Vorgeschichtlicher Bestattungsplatz mit mindestens sechs Grabhügeln. | D-3-6737-0036 |      |
| Winbuch Schmidmühlen (Standort) | Archäologische Befunde im Bereich des ehemaligen Schlosses Winbuch, zuvor mittelalterliche Burg. | D-3-6737-0050 |      |
| Winbuch Schmidmühlen (Standort) | Archäologische Befunde und Funde des Mittelalters und der frühen Neuzeit im Bereich der Katholischen Filialkirche und ehemalige Schlosskapelle St. Bartholomäus in Winbuch, darunter die Spuren von Vorgängerbauten bzw. älterer Bauphasen. | D-3-6737-0188 |      |